# Удакендавала Сарананкара Тхеро
Удакендавала Сири Сарананкара Тхеро (синг. උඩකැන්දවල සිරි සරණංකර හිමි) — буддийский монах и общественный деятель, один из основателей Коммунистической партии Шри-Ланки, единственный житель Шри-Ланки, ставший лауреатом Ленинской премии мира за вклад в борьбу против проекта ядерных испытаний на атолле Диего-Гарсия в Индийском океане.

## Биография
Его детское имя было Ранбанда. Ранбанда родился 7 января 1902 года в сельской деревне Хириале Удакандавала, которая принадлежит Хаткорале в Северо-Западной провинции. Его мать умерла, когда ему было два года, и его воспитывала тетя (сестра матери). Детство Ран Банды было трудным. Он понял бедность и жизненную борьбу в раннем возрасте. Этот ребенок хорошо читал вслух газеты и стихи. Маленький Ранбанда часто ходил в храм, чтобы послушать проповеди. В 13 лет стал саманерой (послушником в монастыре).
С молодого возраста был последователем Анагарики Дхармапалы, который возглавил буддистов против белых империалистов и британского владычества на Цейлоне (Шри-Ланке), боролся за защиту буддизма и свободу своей родной земли. Писал статьи против колониализма и кастовой системы в газету под редакцией Анагарики Дхармапалы. В возрасте 19 лет перебрался в Бенгалию для участия в движении за свободу Индии. Там он учился в Шанти Никетане Рабиндраната Тагора, получил учёную степень и присоединился к борьбе за независимость Индии вместе с пионерами индийского национально-освободительного движения, включая Джавахарлала Неру. Поступил в Городской колледж Калькуттского университета, где был избран президентом студенческого союза. В 1936 году Сарананкару видели во главе шествия во время хартала в Бенаресе против визита британского губернатора в город. Он был заключён в тюрьмы вместе с индийскими борцами и бесконечно страдал, даже его зрение было ослаблено из-за тяжелой жизни, проведенной им в темных тюрьмах. Как ярый противник империалистов, он позже был сослан в Шри-Ланку.
На родном острове он вступил в троцкистскую партию Ланка Сама Самаджа, бывшую тогда ведущей социалистической силой Шри-Ланки, стал видной фигурой в партии и написал первую книгу о социализме на сингальском языке. Позже при его участии возникла Объединённая социалистическая партия, ставшая ядром Коммунистической партии Шри-Ланки С. А. Викрамасингхе. Во время Второй мировой войны вновь оказался в заключении. После освобождения начал издавать ежемесячный журнал Nava Lokaya («Новый мир»). Был организатором Совета мира Шри-Ланки и Международной конференции мира 1957 года, протестовавшей против американских ядерных испытаний на Тихом океане.